# Навабгандж (город, Дакка)
Навабгандж (бенг. নবাবগঞ্জ, англ. Nawabganj) — город в центральной части Бангладеш, административный центр одноимённого подокруга. Площадь города равна 1,93 км². По данным переписи 2001 года, в городе проживало 11 486 человек, из которых мужчины составляли 51,35 %, женщины — соответственно 48,65 %. Плотность населения равнялась 5951 чел. на 1 км². Уровень грамотности населения составлял 53,1 % (при среднем по Бангладеш показателе 43,1 %). 